# قريش للقانون والسياسة
مؤسسة قريش للقانون والسياسة (قريش)، والمعروفة أيضًا باسم iQ، هي مؤسسة فكرية للقانون والسياسة العامة الدولية ومقرها لندن وتركز على تعزيز سيادة القانون على مستوى العالم. يعود تاريخ الخبرة العملية للمؤسسة إلى العالم العربي، ولا سيما دول مجلس التعاون الخليجي. حيث قدمت المشورة للشركات الإقليمية والدولية العاملة في المنطقة، بالإضافة إلى العمل في مجال السياسات مع الحكومات الوطنية والكيانات السيادية والمنظمات غير الحكومية الدولية.

## تاريخ المؤسسة واهدافها
قام الدكتور مالك بن ربيع دحلان بتأسيس قريش في عام 2006  كمؤسسة مستقلة بهدف معلن يتمثل في توفير امكانية استشارية متكاملة وشاملة عابرة للدول من خلال الجمع بين تقديم المشورة السياسات العامة القانونية والخدمات والابحاث. ورئيسها الدكتور مالك دحلان محام مؤهل متعدد الاختصاصات، مع مؤهلات علمية من الأردن والولايات المتحدة الأمريكية. كما حصل على دكتوراه في السياسة الشرعية من الأزهر الشريف. بعد العمل في قطاعي الشركات والسياسة العامة في الخليج والولايات المتحدة، بما في ذلك معهد بروكينغز، أسس دحلان مؤسسة قريش iQ في الدوحة، قطر.
برزت مؤسسة قريش بشكل سريع، وافتتحت مكاتب أخرى في جدة، المملكة العربية السعودية، ولندن، المملكة المتحدة، وأنشأت مجلسًا استشاريًا مؤلفاً من شخصيات بارزة في مجالات القانون، وشؤون السياسة، والأوساط الأكاديمية. ومن بين هؤلاء اللورد وولف، رئيس قضاة إنجلترا وويلز سابقًا، ومعالي الشيخ أحمد زكي يماني، وزير البترول والثروة المعدنية السعودي السابق، وهو شخصية محورية في منظمة البلدان المصدرة للبترول (أوبك). كما أنشأت iQ هيئة من الخبراء الدوليين والزملاء الذين يتعاونون في مسائل قانونية سياسات عامة متخصصة.

## iPlatform منصة الابتكار
في عام 2013، أطلقت مؤسسة قريش iQ مبادرتها الخاصة بمنصة iPlatform في كلية لندن التي سعت إلى الانخراط بشكل خاص مع الطلاب والمفكرين الشباب والأكاديميين البارزين والمحامين وخبراء السياسات والحكومات والصناعة لاستكشاف تحديات السياسة العامة الكلية من خلال عدسة القانون والأخلاق، والعدالة بين الأجيال.
اتبعت منصة الابتكار (iPlatform) من أجل التغيير العالمي مسارًا لتوسيع مجموعات أدوات السياسة العامة لمواجهة الحقائق الديمغرافية والاقتصادية العالمية. تشير مهمة iPlatform المعلنة إلى أنه «فقط من خلال الانخراط في الصراع بين الأجيال كصانعي سياسات يمكننا أن نأمل في التعامل مع بعض أكبر المشاكل التي تواجهها المجتمعات العالمية في العقد المقبل.» 
في عام 2020، أعادت iQ إطلاق iPlatform مع التركيز المنفرد على تعزيز «الالتزامات العالمية لسيادة القانون» التي حظيت بتغطية دولية واسعة النطاق بما في ذلك في «فاينانشيال تايمز»  على موقع Sina، موقع التدوين المصغر الصيني البارز  وعلى منصة البوابة، واحدة من أكبر منصات الأخبار المستقلة في الشرق الأوسط.

## الأبحاث والتعاون الدولي
تعمل iQ مع شبكة من الجامعات والمؤسسات «الصديقة» في المشاريع والبحوث. ويعود هذا إلى ما قبل مايو 2009، عندما نظمت iQ منتدى القانون قطر للقادة العالميين في القانون في الدوحة، بالتنسيق مع وزارة الخارجية القطرية. عمل اللورد وولف، والسير ويليام بلير، قاضي المحكمة العليا البارز في إنجلترا وويلز، وخبير التمويل الإسلامي، كمشاركين في منتدى القانون.
وشاركة مؤسسة قريش أيضا في إنشاء المحكمة لتجارية الدولية بمركز قطر للمال، لتوأمة نظم الشريعة، القانون العام، والقانون المدني.
أعلنت مؤسسة قريش عن خطط لإنشاء مكاتب أخرى في المملكة العربية السعودية في فبراير 2011.

## روابط خارجية
- موقع مؤسسة قريش للقانون والسياسة
- كوفينغتون آند بورلينج ليرة لبنانية - الصفحة الرئيسية لممارسة الشرق الأوسط
- منتدى قطر للقانون للقادة العالميين في القانون الصفحة الرئيسية